# Butt-Head
Butt-Head est un personnage de fiction, un des deux héros de la série télévisée d'animation américaine Beavis et Butt-Head. Il est doublé par le créateur Mike Judge.

## Biographie de fiction

### Description
Butt-Head est brun, porte un appareil et souffre d'un strabisme. Il porte toujours son t-shirt AC/DC ainsi qu'un short rouge. Il est sans contestation le leader des deux amis, toujours confiant et sur de lui (pour le meilleur et surtout pour le pire), il prend la plupart des décisions tandis que Beavis le suit sans broncher. Il a cette habitude de rire à chaque fin de phrase, renforçant ainsi son image de crétin. Butt-Head est paresseux, sa principale activité consistant à regarder la télévision en commentant les programmes. Bon nombre d'idées germant de la tête de Butt-Head sont donc directement inspirées par les publicités (1-900 Beavis ou Garage Band par exemple). Quand il aime quelque chose, il pousse généralement un petit « whoa » suivi de « c'est cool », dans le cas contraire il dira « ça craint » (« This sucks »).
En plus d'être un idiot profond (il finira à l'asile ou en classe de maternelle), il est violent et sadique. Il adore les clips montrant des flammes, des explosions et bien sûr, des filles nues (« naked chicks »). Beavis est son bouc émissaire favori, se prenant régulièrement des gifles ou des coups. Malgré tout, les deux compères n'ont pas l'air d'être rancuniers du tout, puisque les coups sont bien vite oubliés.
Butt-Head est également un macho, allant jusqu'à donner des faux billets à une femme en lui disant de se déshabiller (« Green Thumbs »).
Néanmoins, malgré ses défauts, il semble le plus équilibré des deux.

### Activités
Butt-Head est à la Highland Highschool, au fond de la classe avec Beavis, qu'il martyrise parfois même en plein cours, allant même jusqu'à lui jeter un crayon dans l'œil. Il ne suit rien de rien aux cours, et peine a répondre même aux plus simples questions, mais ça n'a pas l'air de l'embêter puisqu'il garde toujours le moral malgré son incapacité a répondre à une addition à deux chiffres.
Il travaille au Burger World et s'occupe bien souvent de la caisse, où il prouve son incapacité totale à faire du bon travail : il vole de l'argent, il est désagréable avec les clients (allant jusqu'à leur dire de commander moins de choses car il ne les retient pas). Il tentera, dans Work is Death de mettre Beavis en congés d'accident, sans succès, même s'il amochera bien son pauvre collègue.
Le Vendredi soir, il sort au supermarché du coin pendant des heures, tentant tant bien que mal de draguer pour atteindre son but : tirer ("score with chicks") Mais le pauvre est désavantagé par son physique ingrat, et sa technique drague sans aucune subtilité, s'introduisant par un "hey baby" rarement apprécie par les filles.

### Avec Beavis
Passant tout leur temps ensemble, la relation entre Beavis et Butt-Head est assez étrange. Bien qu'ils soient amis, ils passent beaucoup de temps à se taper dessus et à s'insulter. Beavis semble d'ailleurs le plus faible en bagarre. Mais malgré tout ça, il arrive que Beavis impressionne Butt-Head, qui le fait savoir par un "you're pretty cool Beavis" ou "pretty smart".